# Piazza Santa Trinita
La Piazza Santa Trinita es una plaza situada en Florencia, Italia, dominada por la iglesia de Santa Trinita, de la que recibe su nombre. Hasta 1911 formaba parte de la Via de' Tornabuoni, que la atraviesa, y fue en esta ocasión cuando, gracias a la solicitud del marqués Filippo Corsini, la plaza asumió su nombre actual.

## Historia y edificios principales
Antiguamente aislada fuera de la segunda cinta de murallas de la ciudad, tras la fundación de la iglesia y el convento de los vallombrosianos (siglo XI) fue incluida en las murallas de 1172-75. Con la construcción del Ponte di Santa Trinita en 1252, se convirtió en un importante cruce de caminos de la ciudad en expansión.
La iglesia de Santa Trinita es una de las basílicas más importantes de la ciudad, que pertenece desde hace ocho siglos a la orden de los vallombrosianos. El interior, de estilo principalmente gótico, gracias también a las restauraciones del siglo XX, contiene algunas obras maestras como la Capilla Sassetti, decorada con frescos por Domenico Ghirlandaio y la Capilla Bartolini Salimbeni, decorada con frescos por Lorenzo Monaco.
Desde finales del siglo XIV se empezaron a construir palacios nobiliarios en esta plaza, con la particularidad de tener hoy, uno al lado del otro, como en las ilustraciones de un manual de historia de la arquitectura, tres importantes palacios con características típicas del estilo residencial noble de tres siglos consecutivos:
- El severo Palazzo Spini Feroni del siglo XIV, actualmente sede de la maison Ferragamo y del museo homónimo;
- El Palazzo Buondelmonti del siglo XVI, típico palacio florentino del Renacimiento;
- El Palazzo Bartolini Salimbeni del siglo XVI, obra de Baccio d'Agnolo en estilo manierista.

En el centro de la plaza está la Colonna della Giustizia, una poderosa columna de granito oriental que proviene de las Termas de Caracalla, la última conservada intera entre las ruinas de dicho complejo termal, donada por el Papa Pío IV (de una rama lombarda de la familia Médici) en 1563 a Cosme I, el primer gran duque de la ciudad. En 1581 se añadió la estatua de la Justicia en la cima de la columna, por la que recibe su nombre actual. En estos mismos años se encargó a Bartolommeo Ammannati reconstruir el Ponte Santa Trinita para celebrar la victoria sobre Siena.
En realidad se sitúa en la Via de' Tornabuoni, no obstante la Torre dei Gianfigliazzi se sitúa al lado de la iglesia de Santa Trinita. Cerca está también el Palazzo Corsini, en el homónimo Lungarno Corsini.

## Festividades
En la plaza y el tramo de la Via de' Tornabuoni hasta el Palazzo Strozzi se celebraban habitualmente los partidos del juego del pallone. Este juego era una especie de antepasado del tenis sin raquetas o del voleibol, y está documentado desde el tiempo de los Médici, que aistían a ellos regularmente. Las reglas esteblecían que se debía de golpear una bola de cuero con el puño cerrado al vuelo, inicialmente con las manos desnudas, posteriormente con un cilindro hueco de madera empuñado en el brazo (el llamado juego del pallone col bracciale), que protegía la mano y el brazo, pero hacía los golpes más fuertes y peligrosos. No era raro que la bola golpeara al público, a veces hiriendo a alguno, o acabara en alguna tienda cerca del campo de juego. Para limitar estos incidentes en el siglo XVIII el campo de juego se trasladó fuera de las murallas, cerca de la Porta Pinti, y en el siglo siguiente al Parco delle Cascine, donde se construyó un frontón. Actualmente el juego se representa a veces, aunque ya no se usa el pesado brazalete de madera, sustituido por una pandereta.

## Curiosidades
- En Florencia y alrededores los topónimos que contienen la palabra trinità (trinidad) se prununcian esdrújulas, mientras que en el resto de Italia es aguda, por tanto la plaza se llama Santa Trinita (según las reglas de acentuación del italiano) y no Santa Trinità.
- En la Piazza Santa Trinita estalló el 1 de mayo de 1300 la pelea entre Cerchi y Donati, recordada por Dante, que marcó el inicio de las luchas civiles en Florencia entre güelfos blancos y negros.